# Brug 56
Brug 56 is een vaste brug in Amsterdam-Centrum.
De verkeersbrug verbindt de oostelijke kade van de Keizersgracht met de Binnen Brouwersstraat. Ze voert daarbij over de Brouwersgracht. De brug, vanaf 1995 een gemeentelijk monument, is omringd door rijksmonumenten. De brug deelt haar zuidwestelijke kademuur met de Pastoorsbrug.
Hier ligt al eeuwen een brug. Balthasar Florisz. van Berckenrode tekende op zijn kaart van circa 1625 een brug met vijf doorvaarten in bij de Keysers Graft en Brouwers Graft. Fotograaf Andries Jager legde rond 1875 nog een vrij hoge vast brug vast met drie doorvaarten. In 1910 werd door de gemeente Amsterdam een aanbesteding uitgeschreven voor het "aan beide zijde verbreeden van de vaste brug no. 56". Een aannemer kon deze werkzaamheden verrichten voor nog geen 6500 gulden. Van 1 februari 1911 tot en met 31 mei 1911 was de brug buiten dienst voor het verkeer. Bij die werkzaamheden werd de brug vermoedelijk iets verlaagd. Volgens een tekening in het archief van het Bureau Monumentenzorg zou op de ene brugpijler "no. 56" en op de ander "Ao. 1795" te lezen zijn. Jacob Olie legde dat ook op een foto van juli 1891 vast. Doordat bij de verbreding uitkragingen zijn toegepast zijn die teksten in de 21e eeuw niet te zien. Overigens laat die tekening ook zien, hoe de brug eruit zou zien, als zij vijf doorvaarten zou hebben gekregen.

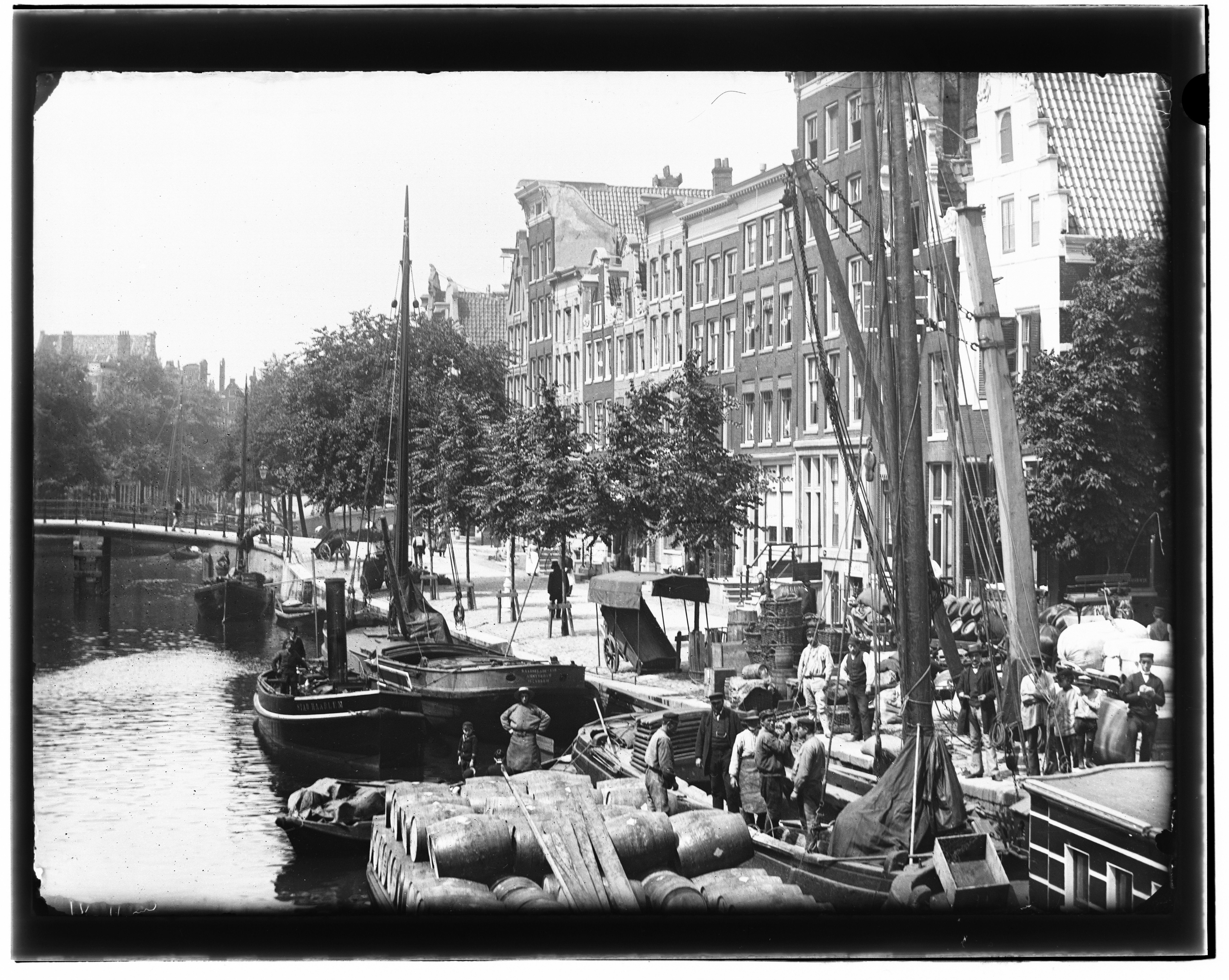
Foto van Jacob Olie uit circa 1891, met anno 1795 bij uitvergroten

1 · 2 · 3 · 4 · 5 · 6 · 7 · 8 · 9 · 10 · 11 · 12 · 13 · 14 · 15 · 16 · 17 · 18 · 19 · 20 · 21 · 22 · 23 · 24 · 25 · 26 · 27 · 28 · 29 · 30 · 31 · 32 · 34 · 35 · 36 · 37 · 38 · 39 · 40 · 41 · 42 · 43 · 44 · 45 · 46 · 47 · 48 · 49 · 50 · 51 · 52 · 53 · 54 · 55 · 56 · 57 · 58 · 59 · 60 · 61 · 62 · 63 · 64 · 65 · 66 · 67 · 68 · 69 · 70 · 71 · 72 · 73 · 74 · 75 · 76 · 77 · 78 · 79 · 80 · 81 · 82 · 84 · 85 · 86 · 87 · 88 · 89 · 90 · 91 · 92 · 93 · 94 · 95 · 96 · 97 · 98 · 99 · >>>
Brugnummers 33 en 83 zijn niet (meer) vergeven